# Tristria
Tristria is een geslacht van rechtvleugeligen uit de familie veldsprinkhanen (Acrididae). De wetenschappelijke naam van dit geslacht is voor het eerst geldig gepubliceerd in 1873 door Stål.

## Soorten
Het geslacht Tristria omvat de volgende soorten:
- Tristria angolensis Bolívar, 1890
- Tristria brachyptera Bolívar, 1912
- Tristria conica Uvarov, 1953
- Tristria conops Karsch, 1896
- Tristria discoidalis Bolívar, 1890
- Tristria guangxiensis Li, Lu, Jiang & Meng, 1991
- Tristria marginicosta Karsch, 1896
- Tristria pallida Karny, 1907
- Tristria pisciforme Serville, 1838
- Tristria pulvinata Uvarov, 1921